# برو إفولوشن سوكر 2015
برو إيفولشن سوكر 2015 (بالإنجليزية: Pro Evolution Soccer 2015)‏، هي لعبة فيديو من نوع كرة قدم، صدرت يوم 13 نوفمبر عام 2014، وانتجتها ونشرتها شركة كونامي اليابانية.

## المنافسات

صورة شاشة من مباراة الاستعراض

### الدوريات المرخصة
الدوريات المرخصة لكرة القدم ، ونجحت كونامي في الحصول على التراخيص:
- الدوري الفرنسي لكرة القدم
- الدوري الهولندي لكرة القدم
- الدوري الإسباني لكرة القدم
- الدوري الأرجنتيني لكرة القدم
- الدوري التشيلي لكرة القدم

### أندية تمكنت من الحصول على الترخيص
- الدوري الإيطالي لكرة القدم
- الدوري البرازيلي لكرة القدم

### دوريات غير مرخصة
- الدوري الإنجليزي الممتاز
- الدوري البرتغالي لكرة القدم

### منتخبات مرخصة
- كولومبيا
- أستراليا
- البرازيل
- كرواتيا
- جمهورية التشيك
- إنجلترا
- فرنسا
- ألمانيا
- غانا
- اليونان
- إيطاليا
- إيرلندا
- اليابان (الإصدار في الأسواق اليابانية فقط)
- المكسيك
- نيوزلندا
- أيرلندا الشمالية
- هولندا
- البرتغال
- روسيا
- اسكتلندا
- إسبانيا
- السويد
- تركيا
- الولايات المتحدة
- ويلز

## الإصدارات
سوف تصدر للنسخة التجريبية في 17 سبتمبر عام 2014م ، وستصدر النسخة الرسمية الكاملة بتاريخ 13 نوفمبر عام 2014م.

## مصدر
1. ↑  PES 2015 Launch Date, Box Art and Demo Revealed - IGN نسخة محفوظة 24 سبتمبر 2015 على موقع واي باك مشين.